# Francisco Javier Martos Espigares
Francisco Martos (Alamedilla, 4 de gener de 1984) és un futbolista andalús, que ocupa la posició de migcampista.
Format al planter del FC Barcelona, arriba a debutar amb el primer equip en un encontre de la campanya 05/06 a la màxima categoria. L'any següent és cedit al CSKA Sofia búlgar.
Després d'ascendir a la Segona B amb el Girona FC i formar amb el filial del Màlaga CF, el 2008 marxa a la lliga grega per jugar amb l'Iraklis.